# 치프리안 마리카
치프리안 안드레이 마리카(루마니아어: Ciprian Andrei Marica, 1985년 10월 2일, 루마니아 부쿠레슈티 ~ )는 루마니아의 전 축구 선수로, 루마니아 축구 국가대표팀에서 공격수로 활약하며, 달리기 속도와 드리블 능력은 수준급인 것으로 알려져 있다.
2007년 7월 23일, 그는 잉글랜드의 축구 클럽 더비 카운티와 맨체스터 시티의 다른 제안을 거절하고, 전 소속팀인 샤흐타르 도네츠크를 떠나, 분데스리가 우승 팀인 VfB 슈투트가르트로 이적하였다.
2011년 7월 28일, 독일의 FC 샬케 04는 그의 영입을 확정지었다.